# Kościół San Lazzaro dei Mendicanti
Kościół San Lazzaro dei Mendicanti (pol. kościół św. Łazarza [Braci] Żebrzących) – rzymskokatolicki kościół w Wenecji w dzielnicy (sestiere) Castello. Pełni funkcję kaplicy Szpitala Miejskiego (Ospedale di Venezia) w Wenecji. Wśród zgromadzonych w jego wnętrzu dzieł sztuki wyróżnia się monument nagrobny admirała Alvise Moceniga, dłuta Giuseppe Sardiego oraz obraz Św. Helena adorująca krzyż, jedyne dzieło Guercina  w Wenecji.

## Historia
Nazwa kościoła, San Lazzaro dei Mendicanti (św. Łazarza [Braci] Żebrzących) pochodzi od zakonu żebrzącego, mającego za patrona św. Łazarza, który od 1262 roku prowadził hospicjum dla trędowatych pod tym samym wezwaniem, położony na wyspie również o tej samej nazwie. Ponieważ z czasem dla kolejnych pacjentów, cierpiących na choroby zakaźne, zaczęło brakować miejsca, postanowiono zbudować nowy obiekt. Na lokalizację wybrano bagnisty teren na tyłach Scuola Grande di San Marco. Przewidziano w nim również miejsce dla dziewcząt, które miały uczyć się zawodu, a najbardziej utalentowane spośród nich – zdobywać wykształcenie muzyczne. W 1601 roku zakon założył w tym miejscu Hospicjum św. Łazarza, jedno z czterech ówczesnych hospicjów miasta (Maggiori Ospedali). Klasztor hospicjum i budynek kościoła zaprojektował w tym samym roku Vincenzo Scamozzi. Prace budowlane zostały ukończone 30 lat później, a w 1636 roku kościół konsekrowano. Fasadę świątyni, wychodzącą na kanał Rio dei Mendicanti, zaprojektował Antonio Sardi opierając się na wcześniejszym projekcie Scamozziego. Została ona zbudowana i ukończona w 1673 roku przez jego syna Giuseppe. Wnętrze, zrealizowane w latach 1634–1637 według projektu Francesca Contina, było przeznaczone zarówno dla posług liturgicznych, jak i dla koncertów muzycznych, które odbywały się na galerii, biegnącej wzdłuż prawej ściany. W przedsionku kościoła funkcjonowała kaplica pogrzebowa.
Po upadku Republiki Weneckiej dotychczasowe hospicjum przekształcono w 1808 roku w Szpital Wojskowy (Ospedale Militare), a w 1819 – w Szpital Miejski (Ospedale Civile), noszący wezwanie św. św. Jana i Pawła (Ospedale SS. Giovanni e Paolo).
Na przełomie 2018 i 2019 roku dokonano renowacji fasad kościoła i byłego klasztoru przywracając im dawny wygląd.

## Architektura
Kompleks kościelno-klasztorny, rozciągający się wzdłuż kanału Rio de Mendicanti ma około 125 metrów szerokości, z czego około 55 metrów przypada na każde ze skrzydeł i około 15 metrów na fasadę kościoła w centrum. Schemat kościoła częściowo naśladuje plan Ospedale degli Incurabili autorstwa Jacopa Sansovina, przerobiony później według założeń palladiańskich na świątynię jednonawową z dwoma ołtarzami bocznymi przy każdej ścianie. Jej cechą charakterystyczną są duże okna termalne (dioklecjańskie).

### Kampanila
Mierząca 32 metrów wysokości kampanila, zbudowana w tym samym okresie co kościół, jest pozbawiona dzwonów. Po jej południowej stronie znajduje się zegar słoneczny.

## Wnętrze

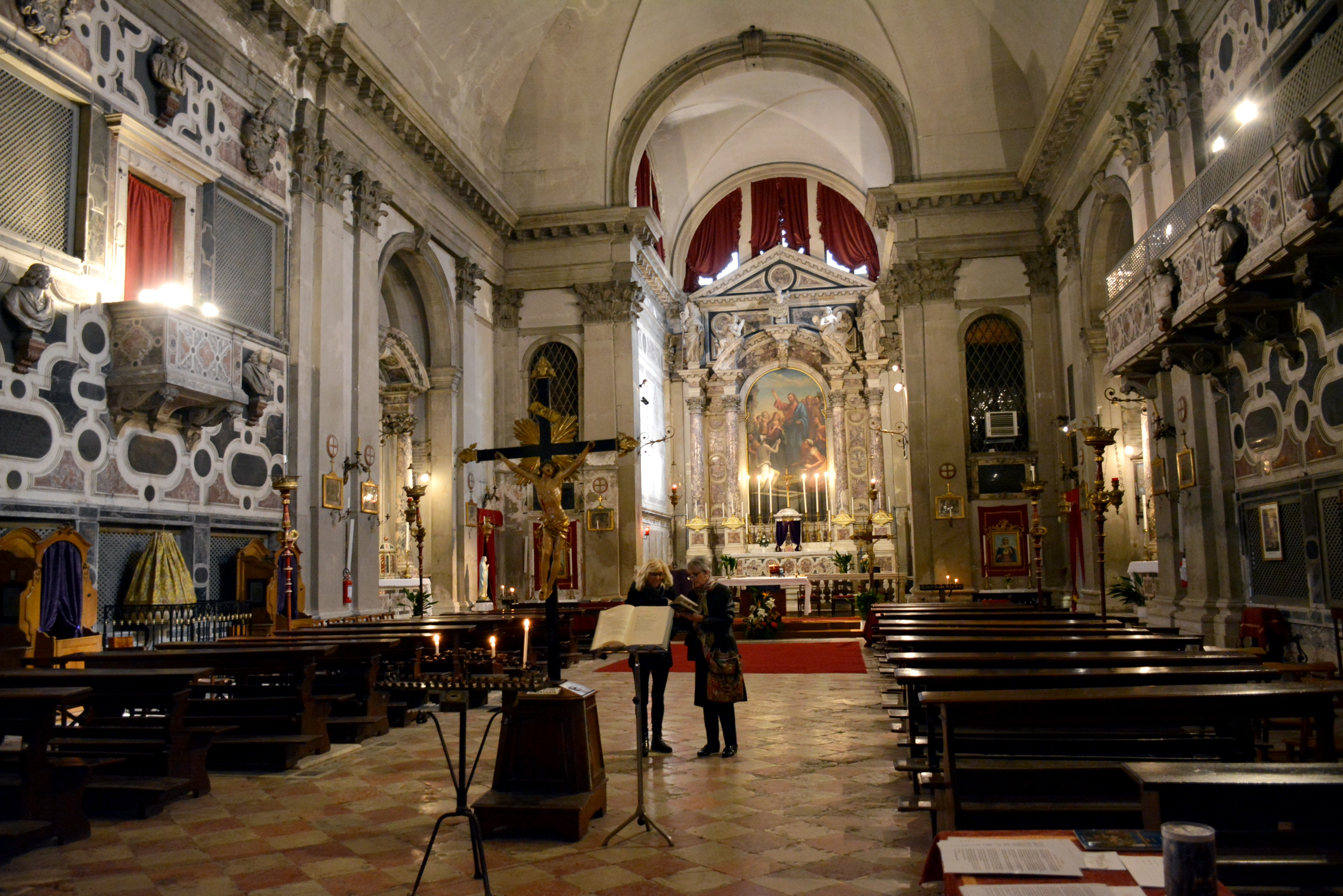
Wnętrze – widok na ołtarz główny

Szare ściany kościoła zdobią geometryczne, marmurowe detale. W ołtarzu głównym autorstwa Giuseppe Sardiego znajduje się obraz Wskrzeszenie Łazarza, namalowany w 1857 roku Giovanniego Fino. Na prawej ścianie wisi obraz Chrystus na krzyżu, z Maryją Dziewicą i św. Janem pędzla Paola Veronese, a na lewej – Święta Helena adorująca krzyż, jedyne dzieło Guercina w Wenecji oraz Święta Urszula i jedenaście tysięcy dziewic Jacopa Tintoretta. W kościele znajdują się liczne grobowce, w tym dwa zaprojektowane przez Longhenę. Całą tylną ścianę zajmuje pomnik nagrobny Alvise Moceniga, który w latach 50. XVII wieku pokonał Turków na Krecie, a w 1654 roku zginął w bitwie. Jego posąg znajduje się w niszy w centrum monumentu. Ze względu na różnorodność użytych marmurów i inwencję w ich opracowaniu, bogactwo szczegółów i wyjątkowość programu ikonograficznego, a także jego monumentalne wymiary, kompleks ten, rozpoczęty w 1657 roku, należy do arcydzieł weneckiego baroku.

### Kaplica pogrzebowa
Pomiędzy wewnętrznymi a zewnętrznymi drzwiami kościoła znajduje się wyłożony kafelkami korytarz, wykorzystywany jako kaplica pogrzebowa. W korytarzu tym znajduje się kilka pomników, w tym dwa autorstwa Sardiego. Poprzez drzwi w obie strony rozciągają się krużganki.

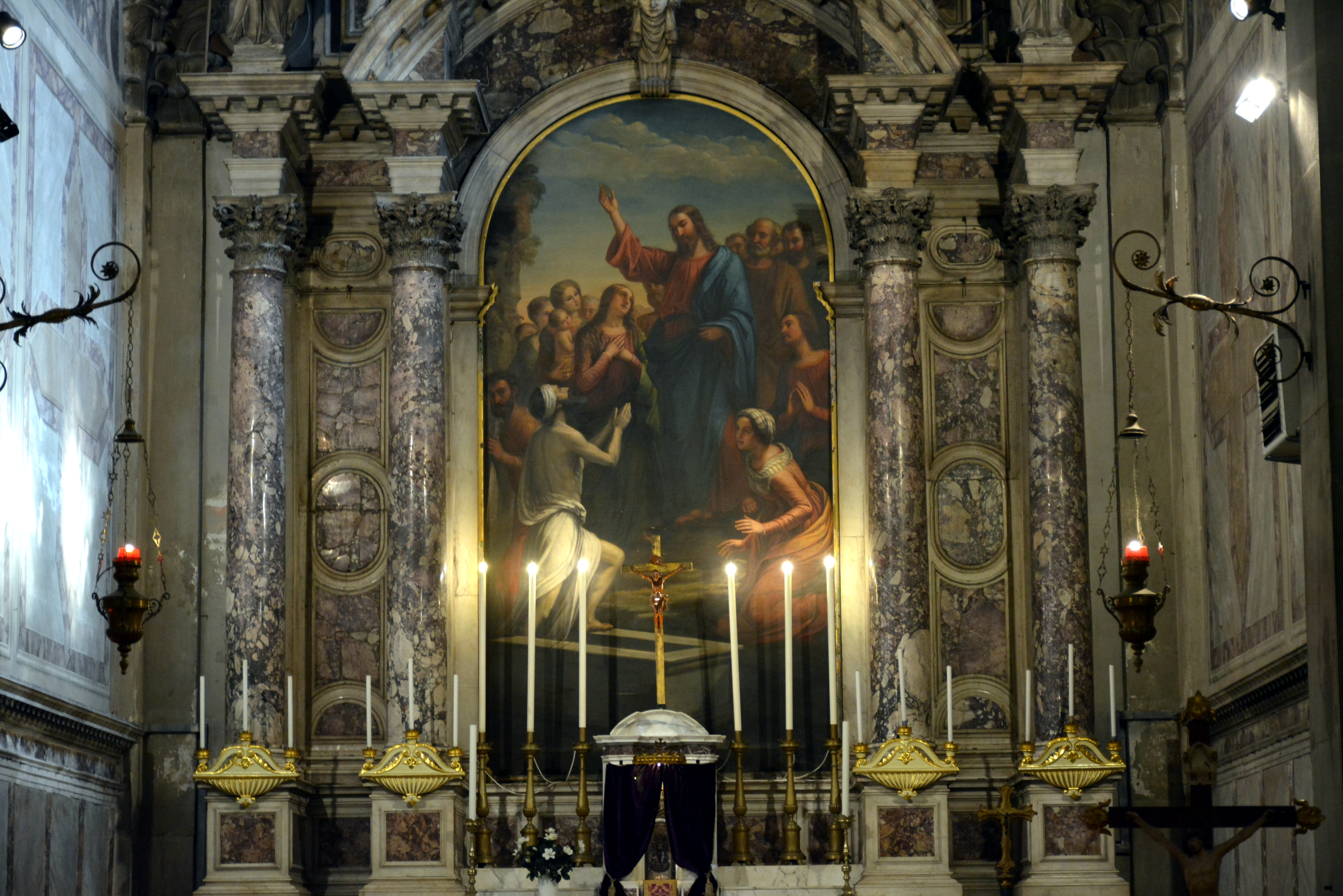
Ołtarz główny
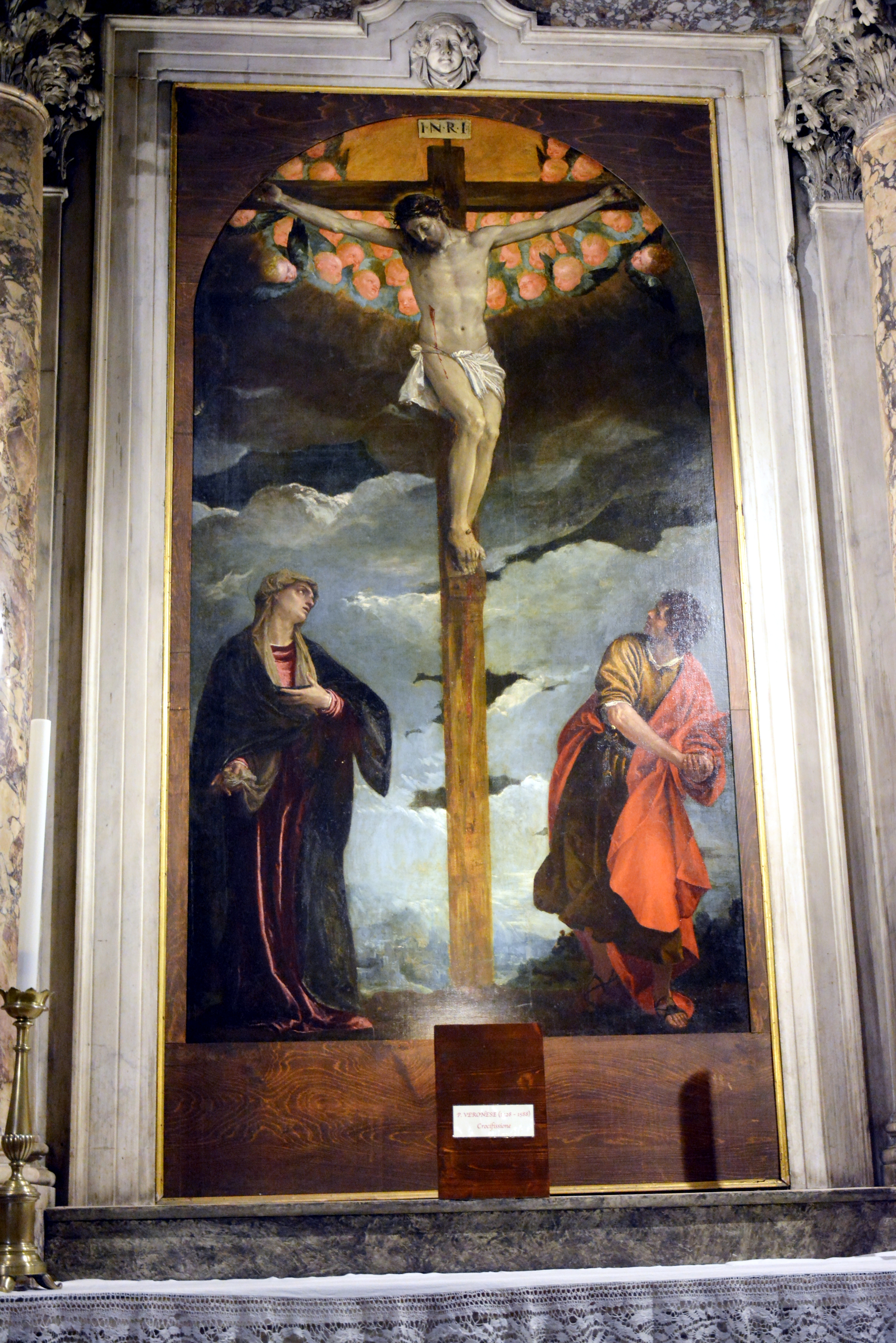
Paolo Veronese, Chrystus na krzyżu, z Maryją Dziewicą i św. Janem
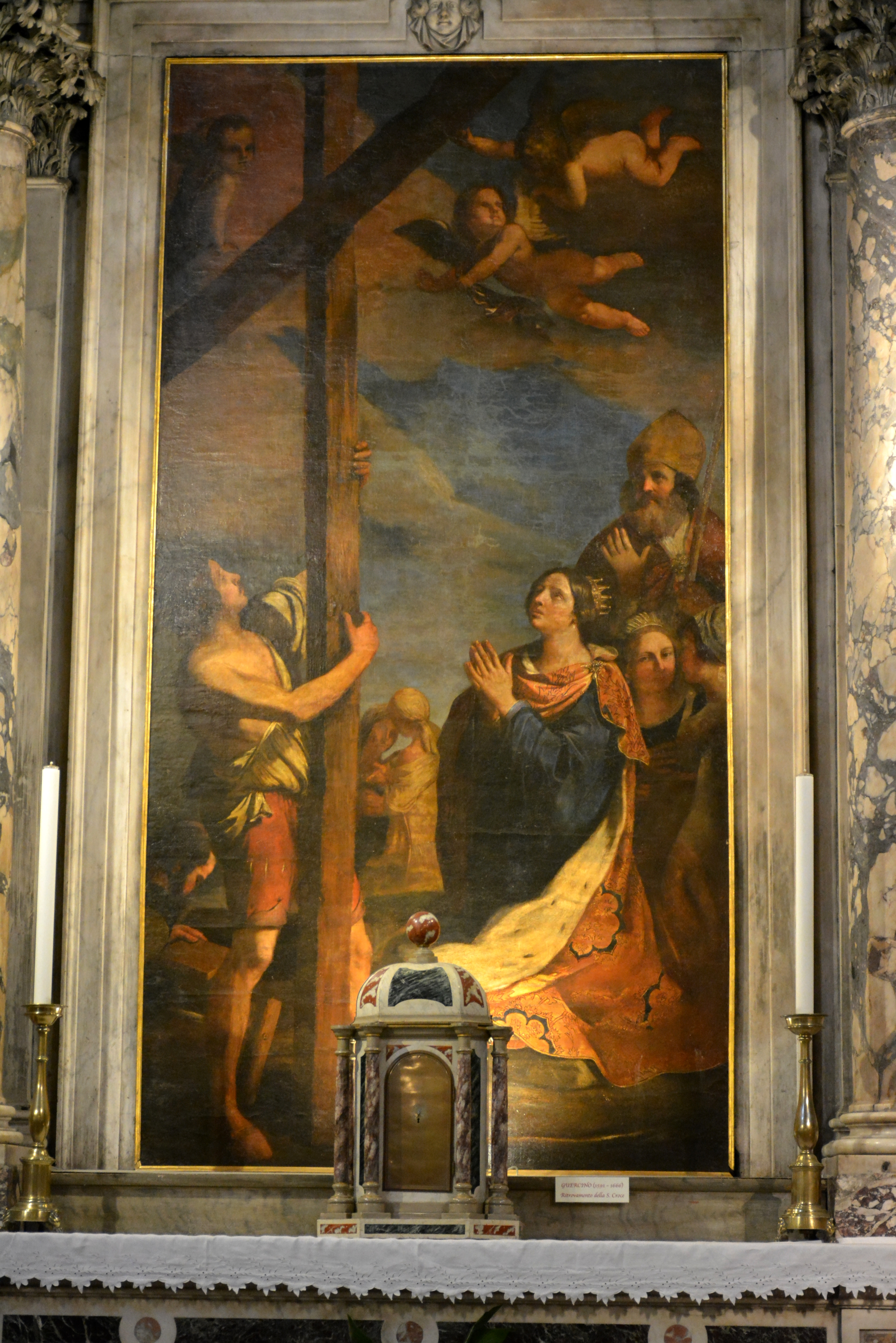
Guercino, Święta Helena adorująca krzyż
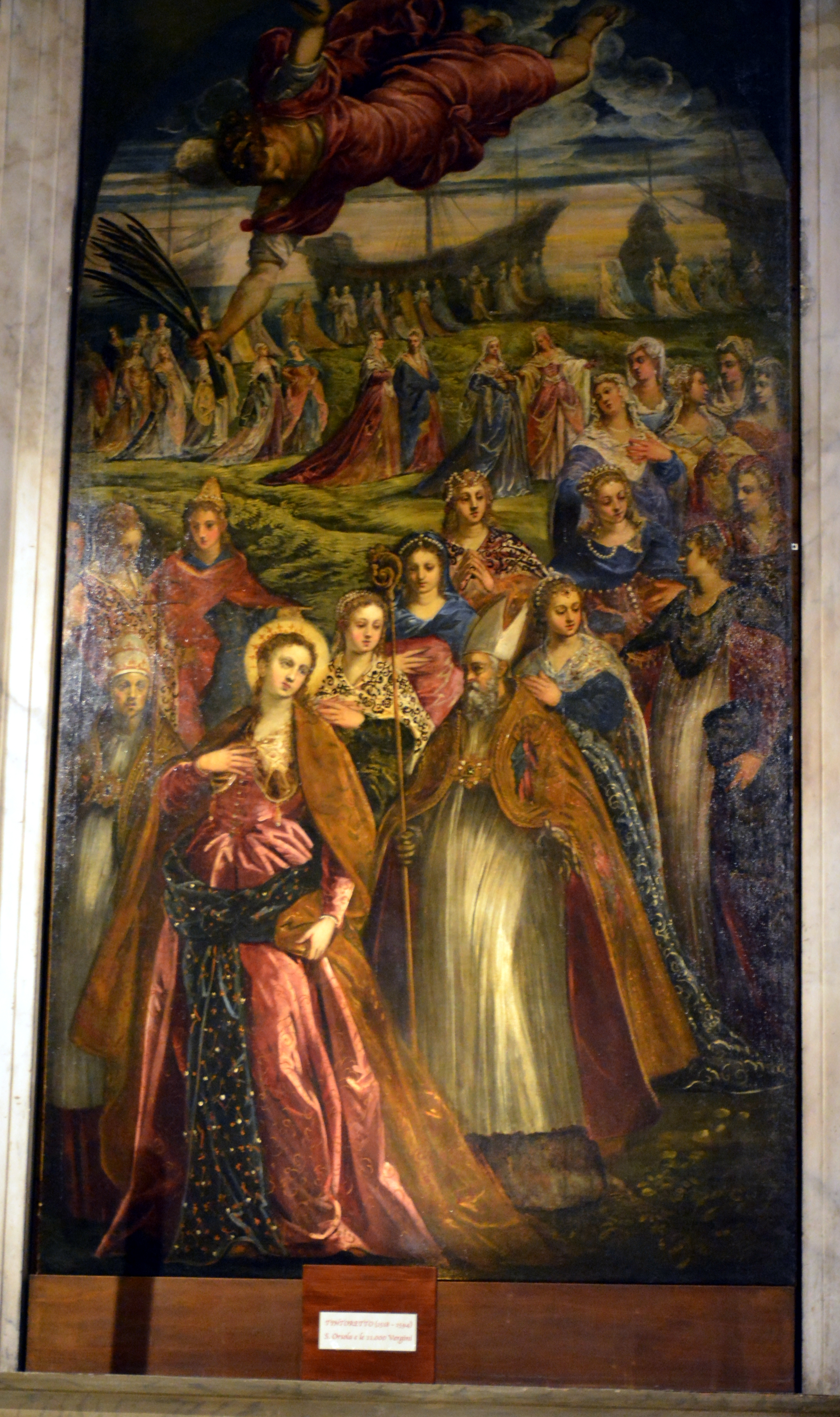
Jacopo Tintoretto, Święta Urszula i jedenaście tysięcy dziewic
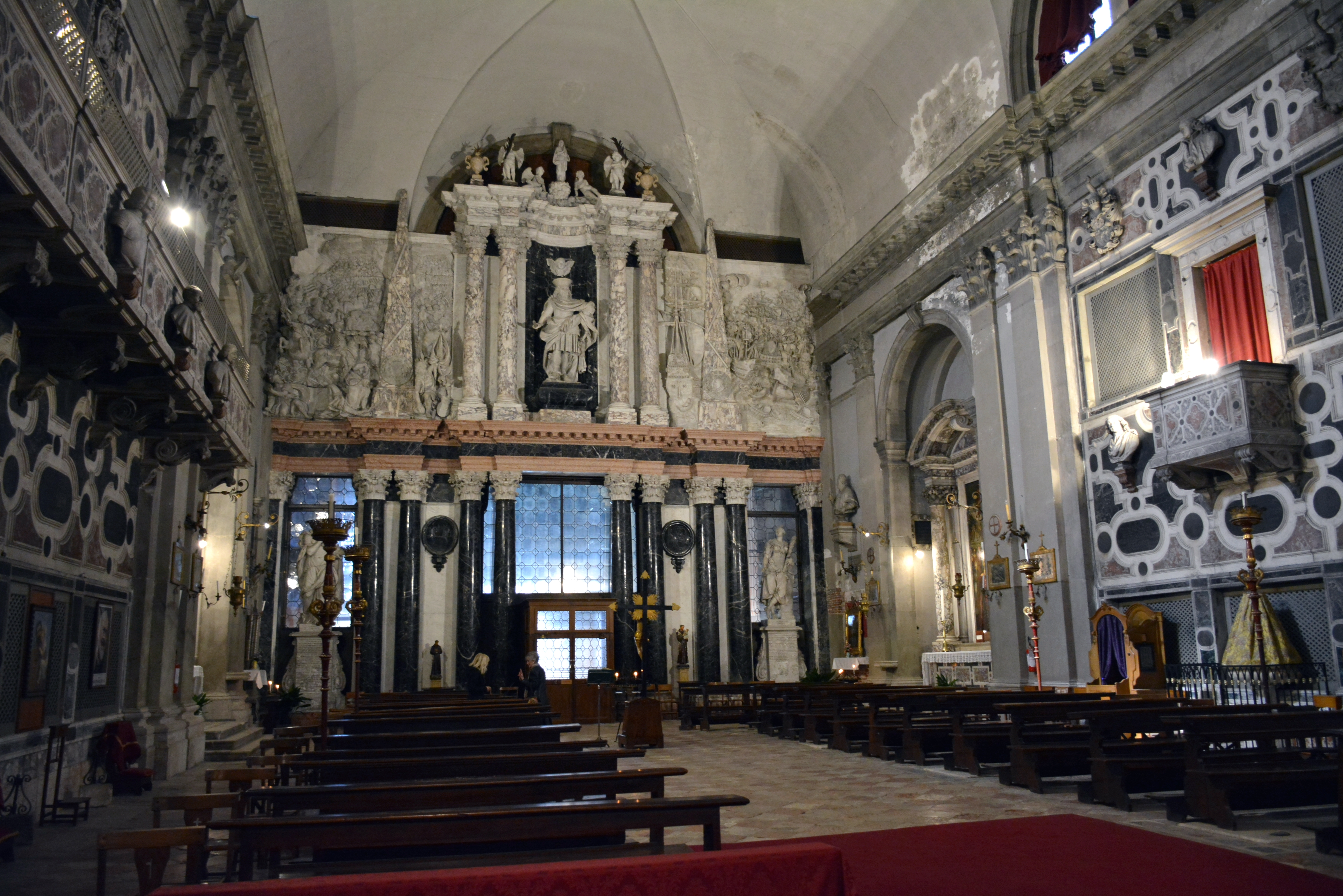
Ściana tylna z grobowcem Alvise Moceniga